# Peter Alfred Taylor
Pour les articles homonymes, voir Taylor.
Peter Alfred Taylor, né le 30 juillet 1819 à Londres et mort le 20 décembre 1891 à Brighton, est un homme politique britannique.

## Biographie
Né à Londres, il est le fils d'un autre Peter Alfred Taylor, un marchand de soie, et le neveu de Samuel Courtauld. Il fait ses études dans une école à Hove, dans le Sussex, dirigée par JP Malleson, son oncle, pasteur unitarien de Brighton. Il y rencontre Clementia Doughty, qu'il épouse en 1842.
À la fin des années 1830, il rejoint l'entreprise familiale de Samuel Courtauld & Co, dont il deviendra plus tard associé. La richesse de l'entreprise lui permet de développer et de financer ses intérêts radicaux, ce qu'il a mené de concert avec sa femme.
Taylor est un anti-vaccinationniste. Il dit que la vaccination est une « illusion - une superstition sans fondement ; qu'elle n'offrait aucune protection contre la variole » et est président de la London Society for the Abolition of Compulsory Vaccination.
Après des candidatures infructueuses à Newcastle upon Tyne en 1858 et à Leicester en 1861, il est élu sans opposition comme député libéral de Leicester en février 1862. Lors de son élection, alors que son programme comprenait l'abolition des tarifs de l'église et la séparation de l'église et de l'État, il est attaqué comme « anti-tout ». Il est aussi membre de l'Emancipation Society, fondée en 1862 pour promouvoir la cause des États du Nord dans la guerre civile américaine. Il est vice-président et l'un des rares partisans de la classe moyenne de la Reform League (en), constitué au début de 1865 pour faire campagne pour le suffrage universel et le scrutin, et apparaît sur les estrades de la ligue pendant la crise de la réforme parlementaire de 1866-1867. Il tente de réaliser l'unité avec la National Reform Union, qui visait l'objectif plus limité du suffrage des ménages. Avec John Stuart Mill, il est le porte-parole parlementaire du Jamaica Committee (en), formé en réponse à la répression brutale des émeutes en Jamaïque par Edward John Eyre pendant la rébellion de Morant Bay.
En 1863, Taylor achète la pleine propriété d'Aubrey House, une grande maison individuelle située dans le quartier de Campden Hill (en) à Holland Park, dans l'ouest de Londres. Les Taylor ouvrent l'Institut Aubrey dans l'enceinte de leur maison ; l'institut donne aux jeunes la chance d'améliorer la mauvaise éducation qu'ils ont reçue. Les Taylors ont été étroitement impliqués dans le mouvement pour l'unification italienne et Giuseppe Mazzini, leur ami, est un visiteur fréquent d'Aubrey House. Une réception pour Giuseppe Garibaldi a lieu à Aubrey House lors de sa visite à Londres en 1864.
Le Pen and Pencil Club de Clementia Taylor à Aubrey House, au cours duquel le travail de jeunes écrivains et artistes est lu et exposé, devient célèbre. De plus, Aubrey House est connue pour ses salons avec des participants radicaux. Les rassemblements sociaux du Taylor ont aussi été décrits par l'auteur américain Louisa May Alcott.
Une blue plaque du London County Council commémore les Taylor et d'autres résidents notables d'Aubrey House.
En 1873, une mauvaise santé force Taylor à se retirer de Londres à Brighton, où il fonde des clubs pour les travailleurs, notamment le Nineteenth Century Club, un forum pour les opinions radicales et laïques avancées. Il démissionne du parlement en juin 1884 et meurt chez lui le 20 décembre 1891. Il est inhumé dans le cimetière extra-muros de Brighton le 23 décembre.

## Publications
- 1881 : Current Fallacies About Vaccination
- 1882 : Anti-Vaccination
- 1883 : Speeches of Mr. P.A. Taylor and Mr. C.H. Hopwood on Vaccination
- 1884 : Personal Rights